# Tobias Neuhann
Tobias Neuhann (* 25. Juni 1950) ist ein deutscher Augenarzt. Er war der erste Augenarzt weltweit, der die torische implantierbare Kontaktlinse einsetzte.

## Werdegang
Neuhann studierte 1972 bis 1978 Humanmedizin an der Ludwig-Maximilians-Universität München und arbeitete daraufhin sechs Jahre am Gerichtsmedizinischen Institut und an der Augenklinik der Hochschule. Ab 1983 arbeitete er in einer Gemeinschaftspraxis für Augenheilkunde, bis er 1998 die Augenärztliche Gemeinschaftspraxis am Marienplatz gründete. Seit 1998 ist er klinischer Leiter der Augenklinik am Marienplatz und seit 2006 klinischer Leiter des Medizinischen Versorgungszentrums für Augenheilkunde „Augenärzte an der Oper“, das er ebenfalls gründete. 2013 übernahm Tobias Neuhann darüber hinaus die klinische Leitung des Hornhauttransplantations- und Keratokonuszentrums München, das er mit Unterstützung von Raphael Neuhann ins Leben rief.

## Wissenschaftliche Tätigkeit
Neuhann forschte zur torischen Multifokallinse sowie zu Katarakt- und Glaukom-Operationen. Außerdem stellte er Möglichkeiten zur Stabilisierung der Linse bei Astigmatismus vor und entwickelte spezielles Operationsbesteck weiter.
Als Erster in Deutschland wendete Neuhann 1995 das ICL-Verfahren an und war im Anschluss an dessen Weiterentwicklung beteiligt. Die torische implantierbare Kontaktlinse, die bei Stabsichtigkeit zum Einsatz kommt, setzte er 1999 weltweit als Erster ein. Darüber hinaus wendet er die recht selten genutzte Laser-Vitreolyse gegen Glaskörpertrübungen an.
Tobias Neuhann veröffentlichte Ergebnisse seiner Untersuchungen und Behandlungen um die implantierbare Kontaktlinse in den Fachzeitschriften Klinische Monatsblätter für Augenheilkunde, Spektrum der Augenheilkunde, Ophthalmologie und im Ophthalmologen. Darüber hinaus wurde er vom Journal of Cataract & Refractive Surgery als „recognized reviewer“ mit dem „Certificate of reviewing“ ausgezeichnet.
Neuhann hielt Vorträge auf dem internationalen Kongress der American Society of Cataract and Refractive Surgery, der American Academy of Ophthalmology sowie auf dem internationalen Kongress der Deutschen Ophthalmochirurgen und auf Kongressen der Deutschsprachigen Gesellschaft für Intraokularlinsen-Implantation, auf denen er teilweise auch den Vorsitz übernahm. Für seinen Hauptvortrag auf dem Internationalen Kongress der Deutschen Ophthalmochirurgen und der Teilnahme an einem Symposion wurde er mit einer DOC-Medaille ausgezeichnet. Weitere DOC-Medaillen erhielt er 2014 und 2011 auf dem Internationalen Kongress der Deutschen Ophthalmologen für besondere Verdienste um die Ophthalmologie.

## Auszeichnungen
Tobias Neuhann erhielt das BDOC-Gütesiegel für Augenchirurgie. Auf dem 12. Internationalen Visian ICL Experten Symposium wurde er mit dem Preis „Best Paper of the Session“ ausgezeichnet.
2011 überreichte ihm die American Academy of Ophthalmology den Achievement Award, weil er an der Zulassung zweier neuer Linsenimplantate beteiligt war. Außerdem bekam er den Lifetime Achievement Award des Internationalen ICL-Anwender-Meetings für seine Mitarbeit an der Weiterentwicklung der Kunstlinse.  
2008 erhielt Tobias Neuhann den Fyodorov Award, ebenfalls für die klinischen Neuerungen der letzten 25 Jahre. Außerdem erhielt er zahlreiche „Oscars“ für seine Operationsvideos zu neuen Operationstechniken.